# Рали Мексико
Рали Мексико (официално Корона Рали Мексико заради основния спонсор – бира Корона Екстра, предишно име - Рали Америка) е кръг от Световния рали шампионат на ФИА. Провежда се в околностите на градовете Леон, Силао, Ирапуато и Гуанахуато в щата Гуанахуато. Стартът, финалът и сервизният парк са в Леон. В календара на Световния рали шампионат е от 2004 г.

## История
Рали Америка е проведено за първи път през 1979 г. и е организирано от двата конкуриращи се дотогава клуба - Клуб Аутомовилистико Франсес де Мехико (КАФ) и Рали Аутомовил Клуб (РАК). Ралито се провежда без прекъсване до 1985 г. в щата Мексико. След шестгодишно прекъсване през 1991 г. то се състои отново и е в прохода Пасо де Кортес между двата най-големи вулкана в страната - Попокатепетъл и Истаксиуатъл. Следващото издание е отменено, а за успешното такова във Вале де Браво през 1993 г. е взето решение машрутът да е по-къс и с много специални отсечки. Следващите две години организационният комитет е зает с организацията на 24-часово състезание и следващото състезание е през 1996 г. С цел да привлече международни състезатели, то е преместено в Енсенада, щата Долна Калифорния, близо до границата със САЩ. През 1998 г. организаторите решават да преместят състезанието в щата Гуанахуато. Ве периода 2001 - 2003 г. ФИА наблюдава организацията на ралито и от следващата година то става част от календара на Световния рали шампионат.

## Победители
| Година | Пилот          | Конструктор            | Навигатор         | Рали    | Статистика |
| ------ | -------------- | ---------------------- | ----------------- | ------- | ---------- |
| 2011   | Себастиан Льоб | Ситроен DS3 WRC        | Даниел Елена      | Мексико | Статистика |
| 2010   | Себастиан Льоб | Ситроен C4 WRC         | Даниел Елена      | Мексико | Статистика |
| 2009   |                |                        |                   |         |            |
| 2008   | Себастиан Льоб | Ситроен C4 WRC         | Даниел Елена      | Мексико | Статистика |
| 2007   | Себастиан Льоб | Ситроен C4 WRC         | Даниел Елена      | Мексико | Статистика |
| 2006   | Себастиан Льоб | Ситроен Ксара WRC      | Даниел Елена      | Мексико | Статистика |
| 2005   | Петер Солберг  | Субару Импреса WRC2005 | Фил Милс          | Мексико | Статистика |
| 2004   | Марко Мартин   | Форд Фокус RS WRC 03   | Майкъл Парк       | Мексико | Статистика |
| 2003   | Маркос Лигато  | Мицубиши Лансер Ево 7  | Рубен Гарсия      | Мексико | Статистика |
| 2002   | Хари Рованпера | Пежо 206 WRC           | Ристо Пиетилайнен | Мексико | Статистика |
| 2001   | Рамон Ферейрос | Тойота Селика GT-4     | Раул Велит        | Мексико | Статистика |